# Farincourt
Farincourt település Franciaországban, Haute-Marne megyében. Lakosainak száma 35 fő (2022. január 1.). Farincourt Bourguignon-lès-Morey, Valleroy, Fouvent-Saint-Andoche és Voncourt községekkel határos.

## Népesség
A település népességének változása:
| Lakosok száma | 151  | 89   | 68   | 55   | 45   | 41   | 39   | 37   | 36   | 35   |
|               | 1968 | 1982 | 1990 | 2006 | 2013 | 2015 | 2017 | 2019 | 2020 | 2022 |